# Église Notre-Dame-du-Très-Saint-Sacrement de Tremblay-en-France
L'église Notre-Dame-du-Très-Saint-Sacrement de Tremblay-en-France est une église catholique située rue Claude-Debussy, à Tremblay-en-France, dans le département français de Seine-Saint-Denis. L'église se trouve dans le quartier des Cottages, d'où elle prend son nom usuel : Notre-Dame des Cottages.

## Localisation
L'église est située dans le département français de la Seine-Saint-Denis, en région Île-de-France, sur la commune de Tremblay-en-France.

## Historique
Pour surseoir aux besoins spirituels de la population ouvrière installée dans le quartier des Cottages pendant les années 1920, une première chapelle en bois fut tout d'abord construite, puis une autre, nommée Notre-Dame des Victoires, qui fut consacrée en 1938 par Mgr Roland Gosselin.
Devant la croissance du nombre des fidèles, le père Hubert Ten Haaf, nouveau curé de la paroisse, édifia en 1951 la Chapelle Notre-Dame Médiatrice, rue Cuvier. Puis, dix ans plus tard, il fit appel à ses paroissiens pour construire eux-mêmes un édifice plus vaste encore, l'église actuelle, consacrée en 1968 par Mgr Jacques Le Cordier.

## Description
C'est un bâtiment rectangulaire, fait de briques, et dont l'entrée est surélevée par une volée de marches.
Grâce à l'Œuvre des Chantiers du Cardinal, elle a en 2015 bénéficié de travaux visant à améliorer son accessibilité.

### Articles liés
- Tremblay-en-France
- Diocèse de Saint-Denis